# Зендеја
Зендеја Мари Стормер Колман (Оукланд, 1. септембар 1996), позната само као Зендеја, америчка је глумица и певачица. Добила је разна признања, као што су награда Еми за ударне термине, награда Сателит и награда Сатурн.
Зендеја је своју каријеру започела као дечја манекенка и резервна плесачица. Пробој остварује улогом Роки Блу у комедији ситуације Disney Channel-а, Играј! (2010—2013), а 2013. била је такмичарка у шеснаестој сезони плесно-такмичарске серије, Плес са звездама. Продуцирала је и играла насловног шпијуна, Кеј Си Купер, у комедији ситуације, Кеј Си на тајном задатку (2015—2018). Улога тинејџерске зависнице од дроге у драмској серији -а, Еуфорија (2019—данас) учинила је Зендеју најмлађом добитницом награде Еми за ударне термине за најбољу главну глумицу у драмској серији. Њене филмске улоге чине драмски мјузикл Величанствени шоумен (2017), суперхеројски филм Спајдермен: Повратак кући (2017) и његови наставци, рачунарско-анимирани хумористички мјузикл Стопалићи (2018), љубавна драма Малколм и Мари (2021), играна/анимирана спортска комедија Свемирски баскет: Ново наслеђе (2021) и научнофантастично-епски филм, Дина (2021).
Поред глумачке каријере, Зендеја се упустила у музику. Године 2011. објавила је синглове „Swag It Out” и „Watch Me”, други у сарадњи са Белом Торн. Године 2012. потписала је уговор са дискографском кућом Hollywood Records, а касније је објавила свој дебитантски сингл, „Replay”, који је стигао до првих 40 на америчкој листи  100. Објавила је свој истоимени дебитантски студијски албум 2013. године, који остварује умерени успех и позитивне критике. Њен највећи комерцијални успех као музичар остварила је сарадњом са Заком Ефроном, „Rewrite the Stars”, која је део саундтрека филма Величанствени шоумен из 2018. године. Сингл је доспео у првих 20 на неколико топ-листа и добио је вишеплатинасте сертификате о продаји широм света.

## Детињство и младост
Зендеја Мари Стормер Колман је рођена 1. септембра 1996. године у Оукланду, у породици учитељица Клер Стормер и Казембеа Ајамуа Колмана. Њен отац је Афроамериканац, са коренима у Арканзасу; њена мајка има немачко и шкотско порекло. Зендеја, чије име потиче од шонског имена Тендај (што значи „бити захвалан”), има петоро старије браће и сестара. Похађала је основну школу Фрутвејл, где је њена мајка предавала две деценије. Са шест година, она и две другарице из школе су тамо извеле представу за месец историје црнаца. Делимично је одрасла као извођачица у оближњем калифорнијском Шекспировом позоришту у Оринди, где је њена мајка радила летњи посао као управница куће. Помагала је својим покровитељима, продавала карте за прикупљање средстава и била је инспирисана позоришним представама да се бави глумом. Са осам година, Зендеја се придружила хип хоп плесној трупи под називом Future Shock Oakland и била је члан три године. Такође је провела две године плешући хулу са Хавајском академијом уметности.
Зендаја је похађала Школу уметности Оукланд и, док је још била ученица, добила је неколико улога у позориштима у окружењу. У Беркли плејхаусу играла је Литл Ти Моуни у комаду Once on This Island, а у продукцији TheaterWorks-а у Пало Алту, играла је лика који је првобитно замишљен као мушкарац, Џо, у комаду Caroline, or Change. Рецензирајући последњи комад, San Mateo Daily Journal је наступ 12-годишњака у то време описао као „чисто одушевљење”. Студирала је на програму конзерваторијума CalShakes и на Америчком конзерваторијумском театру.
Њену сценску каријеру чине и наступи у неколико драма Вилијама Шекспира. Глумила је даму Ен у драми Ричард III, Силију у комедији Како вам драго и учествовала је у продукцији љубавне комедије, Богојављенска ноћ. Када је била у седмом разреду, са породицом се преселила у Лос Анђелес. Године 2015, док се бавила глумачком каријером, завршила је средњу школу Оук парк.

## Каријера

### 2009—2015:Играј!иПлес са звездама
Зендеја је своју каријеру започела радећи као модни модел за Macy's, Mervyns и Old Navy. Наступала је у реклами за играчке серије Ај Карли. Такође наступа као помоћна играчица у реклами за Sears са Disney-јевом звездом, Селеном Гомез. Године 2009. наступала у музичком споту групе Kidz Bop за обраду песме „Hot n Cold” Кејти Пери, која је објављена на албуму Kidz Bop 15. У новембру 2009. одлази на аудицију за улогу Сиси Џоунс за Disney-јеву комедију ситуације, Играј! (у то време под називом Плеши, плеши, Чикаго). За своју аудицију извела је песму Мајкла Џексона, „Leave Me Alone”. Изабрана је да игра Роки Блу. Серија Играј! је премијерно емитована 7. новембра 2010. и гледало ју је 6,2 милиона гледалаца, чиме је постала друга најгледанија премијера Disney Channel-а у 27-годишњој историји тог канала.
Године 2011. Зендеја је објавила „Swag It Out”, промотивни независни сингл. Такође је глумила у трејлеру за књигу From Bad To Cursed Кејти Алендер. У јуну исте године објавила је „Watch Me”, наступајући са Белом Торн. Песма је достигла врхунац 86. месту на листи  100. Друга сезона серије Играј! је премијерно емитована 18. септембра 2011. године. Зендеја је била водитељка емисије Make Your Mark: Ultimate Dance Off 2011 на Disney Channel-у. Године 2011. Target-ове продавнице су почеле да продају D-Signed, линију одеће инспирисану одећом коју носе Зендеја и други чланови глумачке екипе серије Играј!.
Зендејина прва филмска улога била је у филму (Не)пријатељи (2012), оригиналном филму -а. Дана 29. фебруара 2012. „Something to Dance For” је објављен као промотивни сингл за Live 2 Dance. За саундтрек, Зендеја је снимила и три друге песме: „Made In Japan”, „Same Heart” и „Fashion Is My Kryptonite”, објављене као промотивни синглови. У јуну 2012. серија Играј! је обновљена за трећу и финалну сезону. Дана 2. септембра 2012. потписала је уговор са дискографском кућом Hollywood Records. У октобру је наступила на Teen Music Festival-уу и на добротвори догађај, Operation Smile. Зендеја је била једна од познатих личности која су се такмичиле у 16. сезони емисије Плес са звездама. Са 16 година, била је најмлађа такмичарка која је икада учествовала у емисији, пре него што ју је Вилоу Шилдс надмашила са 14 година у 20. сезони. Била је у партнерка професионалног плесача, Валентина Чмерковског. У мају је пар завршио као другопласирани иза Кели Пиклер и Дерека Хафа.
Зендејин истоимени деби албум објављен је 17. септембра 2013. године. Претходио му је сингл „Replay”, објављен 16. јула 2013, који су написали Тифани Фред и Пол „Phamous” Шелтон. У августу 2013. добила је улогу 16-годишње Зои Стивенс, главног лика у оригиналном филму Disney Channel-а, Дресура није само за псе, чији „паметни телефон некако почиње да контролише све момке око ње”. У новембру 2013. Зендаја је изабрана за извођача месеца Елвиса Дурана и наступала је у NBC-јевој емисији Today, где је уживо извела свој сингл, „Replay”. Истог месеца добила је главну улогу у пилоту Disney Channel-а под називом Суперсјајна Кејти. Disney Channel је наручио серију у мају 2014. године, а серија мења назив у Кеј Си на тајном задатку, и са Зендејиним ликом који се сада зове Кеј Си Купер, уместо Кејти Купер. Зендеја је утицала на преименовање свог лика и преименовање серије, такође одлучивши о неколико кључних елемената личности улоге. Кеј Си на тајном задатку је премијерно емитована на Disney Channel-у 18. јануара 2015, а обновљена је за другу сезону у мају 2015. године.
Године 2014. Зендеја је била гостујући члан жирија у епизоди емисије Project Runway: Under the Gunn. У епизоди, дизајнери-такмичари су добили изазов да креирају одећу за Зендеју коју ће носити на предстојећем концертном наступу. У фебруару 2015, након шале Ђулијане Ранчић у вези са Зендејом око њене косе која мирише на „пачули уље” и „траву” на 87. додели Оскара, Зендеја се одмах огласила на Instagram-у како би одговорила на ту примедбу и истакла да су многи успешни људи имају „локне”, фризуру која нема никакве везе са дрогом. Mattel је почастио Зендају сопственом Барбиком, реплицирајући њен изглед са доделе Оскара. Следећег месеца, музичар Timbaland је потврдио да ради са Зендејом на њеном другом албуму, након што је променила дискографску кућу са Disney-ја на Republic. „Something New” са Крисом Брауном објављен је 5. фебруара за Hollywood Records и Republic Records. Песма је такође њено прво званично издање од потписивања уговора са кућом Republic Records.

### 2016—данас: Филмски пробој,Еуфоријаи прелазак на улоге одраслих
У децембру 2016. Зендеја се појавила као гостујући члан жирија у финалу сезоне 15. сезоне ријалити-телевизијске серије Пројекат модна писта. Остварила је свој деби у играном филму као Мишел у суперхеројском филму Спајдермен: Повратак кући, који је објављен у јулу 2017. године. Зендеја није носила шминку на свом пробном снимању, одлука која је спроведена у продукцији, а тиме је „додала сопствену визију улепшавања улоге, као што је ношење шоље биљног чаја.” Филм је зарадио 117 милиона долара током првог викенда, нашавши се на првом месту на биоскопским благајнама. Џон Дефор из The Hollywood Reporter-а похвалио ју је „крадљивцем кадра”, док ју је Дејвид Ерлих из IndieWire-а назвао „највреднијим играчем” филма, упркос њеном кратком наступу. У августу се појавила у музичком споту за песму „Versace on the Floor” Бруна Марса.
У децембру. Зендеја је глумила у оригиналном филмском мјузиклу, Величанствени шоумен. Глумила је уметницу која се заљубљује у лик Зака Ефрона у време када је међурасна љубав била табу. Овен Глајберман из Variety-ја је похвалио њену хемију са Ефроном. The Hollywood Reporter је похвалио Зендеју за „најјачу регистрацију, уносећи дирљиву осетљивост у прегршт сцена”. Зендеја се појавила на три нумере са саундтрека филма, као што је „Rewrite the Stars”. Филм је наишао на помешани пријем, али је постао трећи играни мјузикл по заради икада објављен.
У септембру 2018. Warner Bros. је објавио анимирани филм Стопалићи, у којем је Зендеја позајмљује глас јетију Мичи. Такође је отпевала две песме за саундтрек. Филм је добио позитивне критике. У јуну 2019. Зендаја је почела да глуми у драмској серији -а, Еуфорија, адаптацији истоимене израелске серије, као Ру, 17-годишња зависница од дрога и нараторка серије. Бен Траверс из IndieWire-а написао је да она „додаје срцепарајућу лакоћу тренуцима када се њен спирални лик осећа непобедивим уместо крхким”. Ребека Николсон из The Guardian-а назвала је њен наступ „запањујућим” и „очаравајућим”. За свој наступ освојила је награду Еми за најбољу главну глумицу у драмској серији, чиме је постала најмлађа добитница награде. Такође 2019. поновила је своју улогу Ем Џеј у филму Спајдермен: Далеко од куће. Критичарка Кристи Лемир назвала је Зендејин наступ „мрачно примамљивим” и похвалила њен „шаљиви, мртви шарм”. Филм је остварио комерцијални успех, поставши четврто издање са највећом зарадом у години.
Године 2021. Зендеја је глумила у филму Малколм и Мари, који је снимљен током прве фазе пандемије ковида 19. Продукција је била у складу са опсежним сигурносним протоколима и имала је малу екипу како би се опасности по здравље биле минимализоване. У филму глуми Џон Дејвид Вошингтон, а режирао га је Сем Левинсон, који је такође аутор серије Еуфорија. Зендеја је доделила акције за филм свима који су учествовали у његовом стварању, као начин да понуди финансијски бонус када је филм продат. Део прихода подељен је са организацијом . Филм је добио помешани пријем, али је Зендејин наступ добио позитивне критике. Брајан Труит из USA Today-а назвао ју је  „сјајном” и „апсолутно ватреном”, а Питер Дебриж из Variety-ја ју је похвалио што је „носила Марину крхкост на површини, како би открила снагу лика кроз реакционе ударце и тишину”.
У априлу 2021. Зендеја је добила улогу Лоле Зечице у филму Свемирски баскет: Ново наслеђе. Одрастајући уз први део филма, Зендеја је за ту улогу ослањала на своја искуства са породичном љубављу према кошарци. Зендеја тумачи Чани у научнофантастичном филму Денија Вилнева, Дина, првом делу планиране дводелне адаптације истоименог романа из 1965. године, објављене у септембру 2021. године. Критичар Глен Кени назвао је глумицу „бољом него прикладном” у својој улози, док је заједно са Брајаном Лоуријем са CNN-а приметио да је њена улога била ограничена на „провидне слике” у визијама протагонисте. Зендеја је поновила своју улогу Ем Џеј по трећи пут у филму Спајдермен: Пут без повратка. Филм је добио позитивне критике уз похвале за њен наступ.

## Други подухвати

### Мода
Зендеја је била заштитно лице Beats Electronics-а, -а, -а, -а и -а. У августу 2013. објавила је своју дебитантску књигу, Between U and Me: How to Rock Your Tween Years with Style and Confidence, како би „помогла девојкама да преброде теже делове тинејџерских година”. У августу 2015. дебитовала је са својом колекцијом ципела под називом Daya, што јој је био надимак из детињства. У новембру 2016. Зендејина линија одеће Daya by Zendaya је пуштена у продају, друга колекција је била родно флуидна и обухватала је велики број величина. У октобру 2018. постала је амбасадор бренда Tommy Hilfiger и кодизајнирала колекцију Tommy x Zendaya. Инспирацију је преузела из 70-их, односно деценије „јаких, величанствених жена”, а њене ревије на Недељи моде у Паризу и Недељи моде у Њујорку су хваљене због прослављања различитости и инклузивности, као што су обојене жене, веће величине и манекене до 70 година; ревије су биле и почаст пионирским иконама манекенства. Године 2019. Зендеја је постала манекенка Lancôme-а, а следеће године Bulgari-ја и Valentino-а.
Зендеја је проглашена за једну од најбоље обучених жена у 2018. на модном веб-сајту, Net-a-Porter. За своје септембарско издање 2020. часописа InStyle одабрала је са својим стилистом, Ло Роучом, све дизајнере, уметнике и креативце који су црнци. У октобру 2020. освојила је Visionary Award на CNMI Green Carpet Fashion Awards-у за „своје напоре у промовисању разноликости и инклузије у моди и филму”.

### Филантропија и заступање
Зендеја је пружила подршку неколико добротворних организација и акција. Године 2012. постала је амбасадор Конвоја наде и охрабрила обожаваоце да подрже опоравак људима који су преживели ураган Сенди. Следеће године је промовисала друге напоре за помоћ. Године 2014. Зендеја је снимила песму Џона Леџенда „All of Me” са делом прихода који је отишао организацији. Исте године је прославила свој 18. рођендан кампањом да помогне да нахрани најмање 150 гладне деце на Хаитију, Танзанији и Филипинима преко feedONE-а, а 2016. прославила је свој 20. рођендан кампањом прикупљања 50.000 долара за подршку иницијативи Конвојском оснаживању жена. У октобру 2012. Зендеја је наступила на догађају медицинске помоћи, Operation Smile. Године 2014. била је портпарол Уницефове кампање Trick-or-Treat. У јулу 2015. посетила је Јужноафричку Републику са UNAIDS-ом, програмом Уједињених нација посвећеним спречавању и стварању приступа лечењу ХИВ и сиде. Затим је такође одржала акцију прикупљања средстава са CrowdRise-ом, а приход је ишао непрофитној, друштвеној добротворној организацији Ikageng у Совету за породице сирочади од сиде. Када је филм Малколм и Мари, снимљен током пандемије, објављен у септембру 2020, део прихода подељен је са организацијом .
Зендеја подржава кампање за подизање свести о заједницама са недостатком услуга, сиромашним школама и за финансијску подршку школама. У септембру 2017. удружила се са Verizon Foundation-ом као портпарол њихове националне иницијативе #WeNeedMore како би се деци приближила технологија, приступ и могућности учења. Такође их је оснажила да наставе каријеру у областима МИТН. У марту 2018. Зендеја се удружила са организацијом Google.org како би помогла ученицима локалне школе у Оукланду финансирањем иновативног наставног плана и програма информатике.
Зендеја је феминисткиња. У јануару 2017. присуствовала је Маршу жена у Вашингтону како би показала своју подршку женским правима. Раније је причала о свом искуству као црнкиње у Холивуду. Користи своје друштвене платформе за решавање расне правде, гласања, бодишејминга и малтретирања. Већ годинама показује подршку покрету Black Lives Matter на својим налозима на друштвеним медијима; учествовала је у протестима поводом убиства Џорџа Флојда у јуну 2020. и привремено је позајмила свој налог на Instagram-у Патрис Калорс како би поделила антирасистичке ресурсе и медије. Зендеја је годинама заговарала гласање. У октобру 2016. била је једна од познатих личности која је учествовала у иницијативи „Гласајте за своју будућност” и појавила се у видео-запису кампање. У септембру 2020. охрабрила је своје обожаваоце са Мишел Обамом и њеном нестраначком организацијом „Када сви гласамо” да провере регистрацију гласача уочи избора. Следећег месеца је поделила видео док је гласала да подсети на гласање. У октобру 2013. учествовала је у P&G-овом покрету под називом Mean Stinks, а била је ководитељ скупштине која се преноси уживо на нивоу целе земље којој се придружило скоро 500 школа. У септембру 2017, заједно са својим колегама из филма Спајдермен: Повратак кући, водила је кампању за подизање свести о јавној акцији, Stomp Out Bullying.
Зендеја је такође подржала American Heart Association, City Year, Communities in Schools, DonorsChoose.org, Children Mending Hearts, Toys for Tots, Friends for Change и Donate My Dress, између осталих.

## Приватни живот
Зендеја поседује кућу у Лос Анђелесу, као и стан у Бруклину. Вегетаријанка је и објаснила је да је „мој главни разлог зашто сам вегетаријанка тај што сам љубитељ животиња — дефинитивно не зато што волим поврће”. Њена интересовања су певање, плес и дизајнирање одеће.

## Филмографија
| Улоге на филму |                                |               |                      |                      |
| Година         | Српски назив                   | Изворни назив | Улога                | Напомена             |
| 2013.          |                                |               | Лолипоп (глас)       |                      |
| 2017.          | Спајдермен: Повратак кући      |               | Мишел „Ем Џеј” Џоунс |                      |
| 2017.          | Величанствени шоумен           |               | Ен Вилер             |                      |
| 2018.          | Ринге ринге раја               |               | Чи (глас)            |                      |
| 2018.          | Стопалићи                      |               | Мичи                 |                      |
| 2019.          | Спајдермен: Далеко од куће     |               | Мишел „Ем Џеј” Џоунс |                      |
| 2021.          | Малколм и Мари                 |               | Мери                 | такође продуценткиња |
| 2021.          | Свемирски баскет: Ново наслеђе |               | Лола Дугоушко (глас) |                      |
| 2021.          | Дина                           |               | Чани                 |                      |
| 2021.          | Спајдермен: Пут без повратка   |               | Мишел „Ем Џеј” Џоунс |                      |
| 2024.          | Дина: Други део                |               | Чани                 |                      |
| 2026.          | Одисеја                        |               |                      |                      |
| 2026.          | Spider-Man: Brand New Day      |               | Мишел „Ем Џеј” Џоунс |                      |
| 2026.          | Дина: Трећи део                |               | Чани                 |                      |
| 2027.          | Шрек 5                         |               | Фелиша (глас)        |                      |

| Улоге на телевизији |                          |               |               |                                               |
| Година              | Српски назив             | Изворни назив | Улога         | Напомена                                      |
| 2010—2013.          | Играј!                   |               | Роки Блу      | главна улога                                  |
| 2011.               | Срећно, Чарли            |               | Роки Блу      | епизода: „Играј Чарли!”                       |
| 2011.               |                          |               | себе          | епизода: „Прошетајте зезанцију”               |
| 2011.               |                          |               | Фем           | телевизијски специјал; гласовна улога         |
| 2012.               | Школа за таленте         |               | Секвоја Џоунс | епизода: „Креативни консултант”               |
| 2012.               | (Не)пријатељи            |               | Хејли Брендон | телевизијски филм                             |
| 2013.               | Плес са звездама         |               | себе          | такмичарка (16. сезона) и другопласирана      |
| 2013.               |                          |               | себе          | телевизијска серија                           |
| 2014.               | Дресура није само за псе |               | Зои Стивенс   | телевизијски филм                             |
| 2014.               |                          |               | себе          | телевизијски плесни припремни шоу; 8. епизода |
| 2014.               |                          |               | себе          | телевизијски плесни шоу                       |
| 2015—2018.          | Кеј Си на тајном задатку |               | Кеј Си Купер  | главна улога; такође копродуценткиња          |
| 2015.               | Црнкасти                 |               | Рашида        | епизода: „Дан очева”                          |
| 2017.               |                          |               | себе          | епизода: „Издање Кеј Си на тајном задатку”    |
| 2017.               |                          |               | себе          | епизода: „Том Холанд против Зендеје”          |
| 2019.               |                          |               | Фола          | 3 епизоде                                     |
| 2019—данас          | Еуфорија                 |               | Ру Бенет      | главна улога                                  |

## Дискографија
- (2013)

## Концертне турнеје
- (2012—2014)